# Sportsklubben Brann 2011
Questa voce raccoglie le informazioni riguardanti lo Sportsklubben Brann nelle competizioni ufficiali della stagione 2011.

## Stagione
Il Brann raggiunse il quarto posto finale in campionato, lottando a lungo per un piazzamento valido per la qualificazione per le coppe europee. Fu la finalista perdente della Coppa di Norvegia 2011, per la sconfitta in finale per 2-1 contro lo Aalesund. Lo Aalesund trovò il gol del vantaggio con un tiro di Michael Barrantes che fu deviato in rete da Lars Grorud, ma il Brann trovò il pareggio poco dopo con Zsolt Korcsmár, su colpo di testa. Il gol che consegnò il trofeo alla squadra avversaria fu siglato ancora da Barrantes, con una conclusione dai 20 metri. L'incontro si disputò sotto gli occhi del presidente dell'UEFA Michel Platini, di re Harald V, del primo ministro Jens Stoltenberg e del ministro della cultura Anniken Huitfeldt.
Il 25 settembre 2011, Carl-Erik Torp fu colpito da un probabile attacco di cuore, durante la sfida tra Brann e Sogndal. Il calciatore fu ricoverato in ospedale, riuscendo a riprendersi. La sua carriera calcistica, però, arrivò probabilmente alla fine. Prima della sfida tra Brann e Vålerenga, datata 2 ottobre 2011, fu mandato in onda un suo video-messaggio, direttamente dal letto d'ospedale.

## Maglie e sponsor
Lo sponsor tecnico per la stagione 2011 fu Kappa, mentre lo sponsor ufficiale fu Sparebanken Vest. La divisa casalinga fu completamente rossa, con inserti bianchi. Quella da trasferta era invece totalmente nera, con inserti rossi.
| Casa | Trasferta |

## Rosa
| N. |                     | Ruolo | Calciatore         |
| -- | ------------------- | ----- | ------------------ |
| 1  | Norvegia (bandiera) | P     | Jørgen Mohus       |
| 2  | Islanda (bandiera)  | D     | Birkir Sævarsson   |
| 3  | Norvegia (bandiera) | D     | Christian Kalvenes |
| 4  | Norvegia (bandiera) | D     | Lars Grorud        |
| 5  | Giamaica (bandiera) | C     | Rodolph Austin     |
| 6  | Norvegia (bandiera) | C     | Carl-Erik Torp     |
| 7  | Norvegia (bandiera) | C     | Hassan El Fakiri   |
| 8  | Norvegia (bandiera) | C     | Fredrik Haugen     |
| 9  | Nigeria (bandiera)  | A     | Kim Ojo            |
| 10 | Norvegia (bandiera) | C     | Erik Mjelde        |
| 11 | Nigeria (bandiera)  | A     | Bentley            |
| 12 | Norvegia (bandiera) | P     | Håkon Opdal        |
| 15 | Uruguay (bandiera)  | C     | Diego Guastavino   |
| 16 | Norvegia (bandiera) | C     | Bjarte Haugsdal    |
| 17 | Norvegia (bandiera) | D     | Lars Henrik Skage  |

| N. |                     | Ruolo | Calciatore         |
| -- | ------------------- | ----- | ------------------ |
| 18 | Uruguay (bandiera)  | C     | Maximiliano Bajter |
| 19 | Lituania (bandiera) | A     | Tadas Labukas      |
| 20 | Brasile (bandiera)  | A     | Juninho            |
| 21 | Ungheria (bandiera) | D     | Zsolt Korcsmár     |
| 23 | Norvegia (bandiera) | D     | Jonas Grønner      |
| 23 | Uruguay (bandiera)  | A     | Nicolás Mezquida   |
| 24 | Polonia (bandiera)  | P     | Piotr Leciejewski  |
| 25 | Norvegia (bandiera) | D     | Yaw Amankwah       |
| 26 | Norvegia (bandiera) | D     | Bjørnar Holmvik    |
| 27 | Norvegia (bandiera) | C     | Kjetil Kalve       |
| 28 | Norvegia (bandiera) | C     | Eirik Birkelund    |
| 29 | Norvegia (bandiera) | C     | Kristoffer Barmen  |
| 30 | Norvegia (bandiera) | A     | Kristoffer Larsen  |
| 36 | Norvegia (bandiera) | P     | Øystein Øvretveit  |

## Calciomercato

### Sessione invernale(dal 01/01 al 31/03)
| Acquisti | Acquisti          | Acquisti     | Acquisti   |
| R.       | Nome              | da           | Modalità   |
| -------- | ----------------- | ------------ | ---------- |
| P        | Piotr Leciejewski | Sogndal      | definitivo |
| D        | Lars Grorud       | Sogndal      | definitivo |
| D        | Zsolt Korcsmár    | Újpest       | definitivo |
| C        | Fredrik Haugen    | Løv-Ham      | definitivo |
| C        | Carl-Erik Torp    | Kongsvinger  | definitivo |
| A        | Bentley           | Odd Grenland | definitivo |
| A        | Nicolás Mezquida  | Peñarol      | prestito   |
| A        | Kim Ojo           | Nybergsund   | definitivo |

| Cessioni | Cessioni           | Cessioni | Cessioni   |
| R.       | Nome               | a        | Modalità   |
| -------- | ------------------ | -------- | ---------- |
| P        | Kenneth Udjus      | Sogndal  | definitivo |
| C        | Eirik Bakke        | Sogndal  | definitivo |
| C        | Gylfi Einarsson    |          | svincolato |
| C        | Tijan Jaiteh       | Randers  | prestito   |
| C        | Jan Gunnar Solli   |          | svincolato |
| C        | Petter Vaagan Moen |          | svincolato |
| A        | Cato Hansen        | Sogndal  | definitivo |
| A        | Erik Huseklepp     | Bari     | definitivo |

### Sessione estiva(dal 01/08 al 31/08)
| Acquisti | Acquisti           | Acquisti   | Acquisti |
| R.       | Nome               | da         | Modalità |
| -------- | ------------------ | ---------- | -------- |
| C        | Maximiliano Bajter | Fénix      | prestito |
| A        | Tadas Labukas      | svincolato |          |

| Cessioni | Cessioni         | Cessioni          | Cessioni      |
| R.       | Nome             | a                 | Modalità      |
| -------- | ---------------- | ----------------- | ------------- |
| C        | Juninho          | Desportivo Brasil | fine prestito |
| A        | Nicolás Mezquida | Peñarol           | fine prestito |

## Risultati

### Tippeligaen

#### Girone di andata
| Arbitro: | Moen (Haugesund) |

|                     |           |             |
| Ojo 11’ Holmvik 42’ | Marcatori | 68’ Bakenga |

| Arbitro: | Sandmoen (Kjelsås) |

|          |           |                                                  |
| Ujah 29’ | Marcatori | 7’ Ojo 10’ Guastavino 43’ Korcsmár 69’ Sævarsson |

| Arbitro: | Staberg |

|  |           |           |
|  | Marcatori | 5’ Borges |

| Arbitro: | Edvartsen (Hamar) |

|                         |           |                                         |
| Sørum 8’, 9’ Mæland 26’ | Marcatori | 1’ Mjelde 35’ (rig.) Ojo 39’ Guastavino |

| Arbitro: | Sandmoen (Kjelsås) |

|            |           |                          |
| Mjelde 67’ | Marcatori | 10’, 21’ Diouf 90’ Chima |

| Arbitro: | Edvartsen (Hamar) |

|  |           |              |
|  | Marcatori | 14’, 75’ Ojo |

| Arbitro: | Øvrebø (Oslo) |

|                           |           |                 |
| Ojo 49’ Austin 86’ (rig.) | Marcatori | 75’ (rig.) Årst |

| Arbitro: | Hafsås |

|              |           |  |
| Andersen 87’ | Marcatori |  |

| Arbitro: | Johnsen |

|                        |           |  |
| Mjelde 30’ Bentley 30’ | Marcatori |  |

| Arbitro: | Moen (Haugesund) |

|                                          |           |  |
| Rushfeldt 37’, 75’, 82’ Høgli 90’ (rig.) | Marcatori |  |

| Arbitro: | Berntsen (Vang) |

|                             |           |  |
| Guastavino 76’ Haugsdal 82’ | Marcatori |  |

| Arbitro: | Skjerven (Kaupanger) |

|                              |           |  |
| Sæternes 6’, 43’, 90’ (rig.) | Marcatori |  |

| Arbitro: | Helgerud (Lier) |

|         |           |               |
| Ojo 28’ | Marcatori | 48’ Barrantes |

| Arbitro: | Staberg |

|                                          |           |                                                           |
| Roberts 20’ Giæver 61’ (rig.) Breive 63’ | Marcatori | 38’ Korcsmár 46’ Mjelde 52’ Guastavino 76’ Ojo 78’ Austin |

| Arbitro: | Edvartsen (Hamar) |

|                    |           |               |
| Ojo 28’ Mjelde 41’ | Marcatori | 72’ Hedenstad |

#### Girone di ritorno
| Arbitro: | Øvrebø (Oslo) |

|                                |           |                           |
| Borges 8’, 11’, 68’ Hansen 83’ | Marcatori | 18’ Grorud 32’ Guastavino |

| Arbitro: | Skjerven (Kaupanger) |

|                                      |           |                          |
| Austin 44’ Guastavino 45’ Haugen 85’ | Marcatori | 66’ Nevland 80’ Sæternes |

| Arbitro: | Berntsen (Vang) |

|                     |           |                                   |
| Brenne 59’ Addo 84’ | Marcatori | 23’ Ojo 37’ Guastavino 63’ Haugen |

| Bergen 7 agosto 2011, ore 18:00 19ª giornata | Brann         | 0 – 0 referto | Strømsgodset | Brann Stadion (12.470 spett.)\| Arbitro: \| Øvrebø (Oslo) \| |
| Arbitro:                                     | Øvrebø (Oslo) |               |              |                                                              |

| Arbitro: | Moen (Haugesund) |

|               |           |         |
| Andersson 62’ | Marcatori | 36’ Ojo |

| Arbitro: | Skjerven (Kaupanger) |

|                   |           |                |
| Austin 23’ (rig.) | Marcatori | 45’ Abdellaoue |

| Arbitro: | Moen (Haugesund) |

|                |           |                 |
| Eikrem 8’, 37’ | Marcatori | 66’, 90’ Grorud |

| Arbitro: | Berntsen (Vang) |

|         |           |  |
| Ojo 83’ | Marcatori |  |

| Arbitro: | Staberg |

|           |           |  |
| Hopen 37’ | Marcatori |  |

| Arbitro: | Hagen (Grue) |

|              |           |                                         |
| Korcsmár 79’ | Marcatori | 21’ Gunnarsson 35’, 90’ Berre 83’ Ogude |

| Arbitro: | Hafsås |

|                                |           |        |
| Hoff 39’ Årst 43’ Børufsen 49’ | Marcatori | 1’ Ojo |

| Arbitro: | Helgerud (Lier) |

|              |           |  |
| Sævarsson 4’ | Marcatori |  |

| Arbitro: | Hagen (Grue) |

|                                  |           |                                                             |
| Lustig 21’ Bakenga 86’ Prica 90’ | Marcatori | 9’, 58’ Sævarsson 15’ (rig.), 18’ Austin 48’ Ojo 62’ Mjelde |

| Arbitro: | Moen (Haugesund) |

|                           |           |  |
| Austin 27’ (rig.) Ojo 72’ | Marcatori |  |

| Arbitro: | Berntsen (Vang) |

|                             |           |            |
| Olsen 12’, 81’ Phillips 51’ | Marcatori | 54’ Mjelde |

### Coppa di Norvegia
| Arbitro: | Ophuus |

|  |           |                                     |
|  | Marcatori | 18’, 56’ Mezquida 22’ (rig.) Austin |

| Arbitro: | Steen |

|                            |           |                                       |
| Engeset 23’ Dankertsen 42’ | Marcatori | 77’ (rig.) Mjelde 89’ Ojo 90’ Bentley |

| Arbitro: | Toppe |

|  |           |         |
|  | Marcatori | 30’ Ojo |

| Arbitro: | Hafsås |

|                                      |                      |                                     |
| Guastavino 89’ Bentley 116’          | Marcatori            | 35’ Hovland 102’ (rig.) Halvorsen   |
| Mjelde Guastavino Bentley Grorud Ojo | Tiri di rigore 3 – 2 | Solheim Halvorsen Flo Kader Hovland |

| Arbitro: | Skjerven (Kaupanger) |

|                                         |                      |                    |
| Sigurðsson 65’                          | Marcatori            | 74’ Haugen         |
| Sigurðsson Val. Berisha Nisja Bertelsen | Tiri di rigore 1 – 3 | Haugen Ojo Labukas |

| Arbitro: | Sandmoen |

|  |           |                        |
|  | Marcatori | 71’ Guastavino 85’ Ojo |

| Arbitro: | Edvartsen (Hamar) |

|              |           |                    |
| Korcsmár 21’ | Marcatori | 19’, 38’ Barrantes |

## Statistiche

### Statistiche di squadra
| Competizione      | Punti | In casa | In casa | In casa | In casa | In casa | In casa | In trasferta | In trasferta | In trasferta | In trasferta | In trasferta | In trasferta | Totale | Totale | Totale | Totale | Totale | Totale | DR |
| Competizione      | Punti | G       | V       | N       | P       | Gf      | Gs      | G            | V            | N            | P            | Gf           | Gs           | G      | V      | N      | P      | Gf     | Gs     | DR |
| ----------------- | ----- | ------- | ------- | ------- | ------- | ------- | ------- | ------------ | ------------ | ------------ | ------------ | ------------ | ------------ | ------ | ------ | ------ | ------ | ------ | ------ | -- |
| Tippeligaen       | 48    | 15      | 9       | 3       | 3       | 21      | 15      | 15           | 5            | 3            | 7            | 30           | 34           | 30     | 14     | 6      | 10     | 51     | 49     | +2 |
| Coppa di Norvegia | -     | 2       | 0       | 1       | 1       | 3       | 4       | 5            | 4            | 1            | 0            | 10           | 3            | 7      | 4      | 2      | 1      | 13     | 7      | +6 |
| Totale            | -     | 17      | 9       | 4       | 4       | 24      | 19      | 20           | 9            | 4            | 7            | 40           | 37           | 37     | 18     | 8      | 11     | 64     | 56     | +8 |

### Statistiche dei giocatori
| Giocatore      | Tippeligaen | Tippeligaen | Tippeligaen | Tippeligaen | Coppa di Norvegia | Coppa di Norvegia | Coppa di Norvegia | Coppa di Norvegia | Totale   | Totale | Totale      | Totale     |
| Giocatore      | Presenze    | Reti        | Ammonizioni | Espulsioni  | Presenze          | Reti              | Ammonizioni       | Espulsioni        | Presenze | Reti   | Ammonizioni | Espulsioni |
| -------------- | ----------- | ----------- | ----------- | ----------- | ----------------- | ----------------- | ----------------- | ----------------- | -------- | ------ | ----------- | ---------- |
| Y. Amankwah    | 8           | 0           | 0           | 0           | 3                 | 0                 | 0                 | 0                 | 11       | 0      | 0           | 0          |
| R. Austin      | 25          | 7           | 4           | 0           | 5                 | 1                 | 0                 | 1                 | 30       | 8      | 4           | 1          |
| M. Bajter      | 8           | 0           | 0           | 0           | 2                 | 0                 | 1                 | 0                 | 10       | 0      | 1           | 0          |
| K. Barmen      | 2           | 0           | 0           | 0           | 0                 | 0                 | 0                 | 0                 | 2        | 0      | 0           | 0          |
| Bentley        | 25          | 1           | 0           | 0           | 5                 | 2                 | 0                 | 0                 | 30       | 3      | 0           | 0          |
| E. Birkelund   | 1           | 0           | 0           | 0           | 0                 | 0                 | 0                 | 0                 | 1        | 0      | 0           | 0          |
| H. El Fakiri   | 30          | 0           | 0           | 0           | 5                 | 0                 | 0                 | 0                 | 35       | 0      | 0           | 0          |
| J. Grønner     | 0           | 0           | 0           | 0           | 0                 | 0                 | 0                 | 0                 | 0        | 0      | 0           | 0          |
| L. Grorud      | 21          | 3           | 1           | 0           | 7                 | 0                 | 0                 | 0                 | 28       | 3      | 1           | 0          |
| D. Guastavino  | 29          | 7           | 1           | 0           | 6                 | 2                 | 0                 | 0                 | 35       | 9      | 1           | 0          |
| F. Haugen      | 25          | 2           | 1           | 0           | 5                 | 1                 | 1                 | 0                 | 30       | 3      | 2           | 0          |
| B. Haugsdal    | 11          | 1           | 0           | 0           | 2                 | 0                 | 0                 | 0                 | 13       | 1      | 0           | 0          |
| B. Holmvik     | 21          | 1           | 5           | 0           | 7                 | 0                 | 2                 | 0                 | 28       | 1      | 7           | 0          |
| Juninho        | 0           | 0           | 0           | 0           | 1                 | 0                 | 0                 | 0                 | 1        | 0      | 0           | 0          |
| K. Kalve       | 0           | 0           | 0           | 0           | 0                 | 0                 | 0                 | 0                 | 0        | 0      | 0           | 0          |
| C. Kalvenes    | 17          | 0           | 5           | 0           | 4                 | 0                 | 1                 | 0                 | 21       | 0      | 6           | 0          |
| Z. Korcsmár    | 28          | 3           | 4           | 0           | 5                 | 1                 | 0                 | 0                 | 33       | 4      | 4           | 0          |
| T. Labukas     | 11          | 0           | 0           | 0           | 2                 | 0                 | 0                 | 0                 | 13       | 0      | 0           | 0          |
| K. Larsen      | 6           | 0           | 0           | 0           | 3                 | 0                 | 0                 | 0                 | 9        | 0      | 0           | 0          |
| P. Leciejewski | 25          | 0           | 1           | 0           | 6                 | 0                 | 0                 | 0                 | 31       | 0      | 1           | 0          |
| N. Mezquida    | 3           | 0           | 0           | 0           | 1                 | 2                 | 0                 | 0                 | 4        | 2      | 0           | 0          |
| E. Mjelde      | 28          | 7           | 3           | 0           | 7                 | 1                 | 1                 | 0                 | 35       | 8      | 4           | 0          |
| J. Mohus       | 0           | 0           | 0           | 0           | 0                 | 0                 | 0                 | 0                 | 0        | 0      | 0           | 0          |
| K. Ojo         | 28          | 15          | 7           | 0           | 7                 | 3                 | 1                 | 0                 | 35       | 18     | 8           | 0          |
| H. Opdal       | 6           | 0           | 0           | 0           | 1                 | 0                 | 0                 | 0                 | 7        | 0      | 0           | 0          |
| Ø. Øvretveit   | 0           | 0           | 0           | 0           | 0                 | 0                 | 0                 | 0                 | 0        | 0      | 0           | 0          |
| B. Sævarsson   | 27          | 4           | 6           | 0           | 6                 | 0                 | 2                 | 0                 | 33       | 4      | 8           | 0          |
| L. Skage       | 1           | 0           | 0           | 0           | 1                 | 0                 | 0                 | 0                 | 2        | 0      | 0           | 0          |
| C. Torp        | 23          | 0           | 2           | 1           | 3                 | 0                 | 0                 | 0                 | 26       | 0      | 2           | 1          |